# Studio ENGI
ENGI Co., Ltd. (株式会社エンギ Kabushiki-gaisha Enji), auch bekannt als Entertainment Graphic Innovation oder einfach Studio ENGI ist ein im Jahr 2018 als Joint-Venture der Unternehmen Kadokawa, Sammy Corporation und Ultra Super Picture eröffnetes Animationsstudio in Form einer japanischen Aktiengesellschaft (Kabushiki-gaisha). Es fungiert als Unternehmenstochter von Kadokawa.

## Geschichte
Am 4. April 2018 eröffnete das Unternehmen Kadokawa das Animationsstudio, in welchem auch Sammy Corporation und Ultra Super Picture als Investoren einstiegen. Das Gründungskapital betrug 100 Millionen Yen, wovon 53 % von Kadokawa, 40 % von Sammy Corporation und 5 % von Ultra Super Picture beigesteuert wurden.
Das Studio befindet sich im Bezirk Suginami in der japanischen Hauptstadt Tokio und ist dort im Integral Tower beheimatet, wo auch Studios wie Trigger, Sanzigen, Liden Films und Ordet ihre Büros haben. Das operative Geschäft des Animationsstudios begannen am 1. Juni 2018.
Das Studio ist hauptsächlich in der Anime-Industrie aktiv und wird für Fernsehproduktionen gebucht. Allerdings werden auch animierte Werbevideos für Videospiele, Pachinko-Maschinen und Animationsfilme von Studio ENGI realisiert. Die erste Anime-Fernsehserie, die im Studio ENGI produziert wurde, ist Kemono Michi, welche im Oktober 2019 im japanischen Fernsehen startete. Im September 2020 folgte die Ausstrahlung der Anime-Serie Uzaki-chan wa Asobitai!, das zweite Projekt des Animationsstudios. Im Jahr 2021 starten mit Full Dive: This Ultimate Next-Gen Full Dive RPG Is Even Shittier than Real Life! und The Detective Is Already Dead zwei weitere Produktionen des Studio ENGI im japanischen Fernsehen. Zwischenzeitlich wurde angekündigt, dass Studio ENGI die Produktion einer Anime-Fernsehserie zum Franchise Kantai Collection übernehmen wird.
Am 25. März 2020 eröffnete Studio ENGI ein zweites Studio in Kurashiki in der Präfektur Okayama.

## Produktionen
- 2019: Kemono Michi, Anime-Fernsehserie, 12 Episoden
- 2020: Uzaki-chan wa Asobitai!, Anime-Fernsehserie, 12+ Episoden
- 2021: Full Dive: This Ultimate Next-Gen Full Dive RPG Is Even Shittier than Real Life!, Anime-Fernsehserie, 12 Episoden
- 2021: The Detective Is Already Dead., Anime-Fernsehserie
- 2022: Trapped in a Dating Sim: The World of Otome Games Is Tough for Mobs, Anime-Fernsehserie
- 2023: Our Dating Story: The Experienced You and The Inexperienced Me, Anime-Fernsehserie